# Бунинский сельсовет (Курская область)
Бу́нинский сельсове́т — муниципальное образование со статусом сельского поселения в Солнцевском районе Курской области.
Административный центр — село Бунино.

## История
Законом Курской области от 15 августа 1996 года № 6-ЗКО на территории Бунинского сельсовета образовано муниципальное образование Бунинский сельсовет.
Законом Курской области от 21 октября 2004 года № 48-ЗКО (в ходе муниципальной реформы 2006 года) муниципальное образование Бунинский сельсовет наделено статусом сельского поселения.
Законом Курской области от 26 апреля 2010 года № 26-ЗКО муниципальное образование Бунинский сельсовет, муниципальное образование Добро-Колодезский сельсовет и муниципальное образование Афанасьевский сельсовет были преобразованы путём объединения в муниципальное образование Бунинский сельсовет.

## Население
| 2002  | 2010  | 2012  | 2013  | 2014  | 2015  | 2016  |
| ----- | ----- | ----- | ----- | ----- | ----- | ----- |
| 810   | ↗1314 | ↘1235 | ↘1163 | ↗1171 | →1171 | ↘1141 |
| 2017  | 2018  | 2019  | 2020  | 2021  |       |       |
| ↘1131 | ↘1120 | ↘1096 | ↘1016 | ↘895  |       |       |

## Состав сельского поселения
| №  | Населённый пункт  | Тип населённого пункта       | Население |
| -- | ----------------- | ---------------------------- | --------- |
| 1  | 1-е Апухтино      | деревня                      | ↘46       |
| 2  | 1-е Протасово     | деревня                      | ↘22       |
| 3  | 2-е Апухтино      | деревня                      | ↘43       |
| 4  | 2-е Максимово     | деревня                      | ↘12       |
| 5  | 2-е Протасово     | деревня                      | ↘18       |
| 6  | Афанасьевка       | село                         | ↘225      |
| 7  | Брынцево          | деревня                      | ↘21       |
| 8  | Букреевка         | деревня                      | ↘24       |
| 9  | Бунино            | село, административный центр | ↘364      |
| 10 | Доброе            | село                         | ↘97       |
| 11 | Захарово          | деревня                      | ↘22       |
| 12 | Каменское         | хутор                        | →0        |
| 13 | Кулига            | деревня                      | ↘24       |
| 14 | Мальнево          | деревня                      | ↘35       |
| 15 | Машнино           | деревня                      | ↘62       |
| 16 | Никольское        | село                         | ↘9        |
| 17 | Разумово          | деревня                      | ↘48       |
| 18 | Смороко-Доренский | хутор                        | ↘20       |
| 19 | Толмачевка        | деревня                      | ↘75       |
| 20 | Хахилево          | деревня                      | ↘65       |
| 21 | Хонок             | деревня                      | ↘12       |
| 22 | Яковлево          | деревня                      | ↘70       |